# Tori Adams
Tori Adams (ur. 18 lutego 1982) – amerykańska zapaśniczka. Brązowa medalistka mistrzostw panamerykańskich z 2008. Trzecia (2001) w MŚ juniorów. Mistrzyni świata w NoGi-Grapplingu w 2009 roku. Od 2010 roku walczy w MMA, jedna wygrana i przegrana walka.